# چروگره
چروگره، روستایی از توابع بخش درب گنبد شهرستان کوهدشت در استان لرستان ایران
این روستا از ایل کاکاوند طایفه مظفروند(مئفرن)هستند 
و خانواده های فتح الهی_فتحی کاوه_کاوه_نظریانی_و...
روستای چروگره از فرزندان فتح الله(فتحه) میباشند زندگی مردم روستا اغلب کشاورز و دامدار است

## جمعیت
این روستا در دهستان درب گنبد قرار دارد و براساس سرشماری مرکز آمار ایران در سال ۱۳92، جمعیت آن 283 نفر (53خانوار) بوده‌است.